# Opera seria

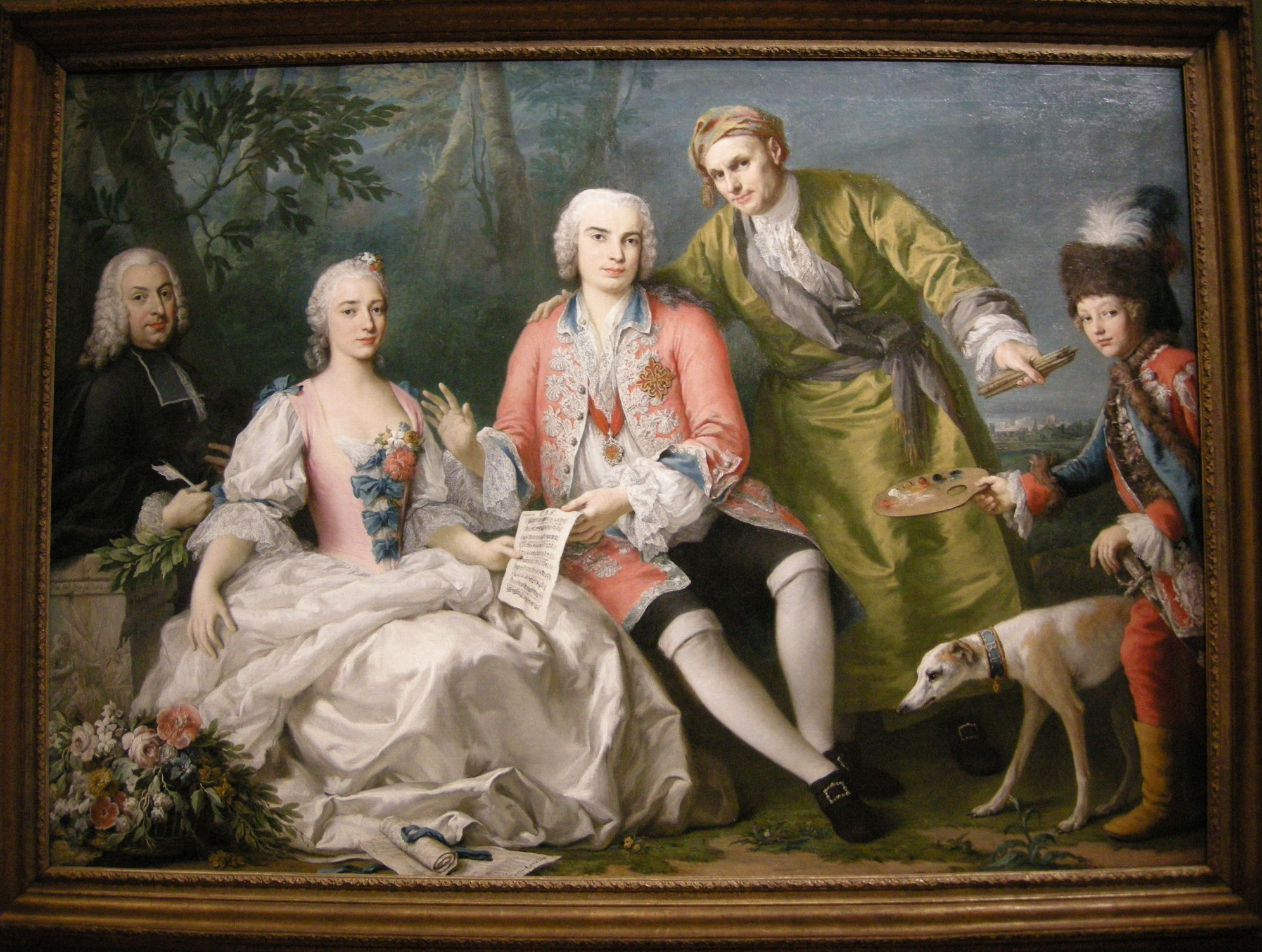
Jacopo Amigoni: Il cantante Farinelli con amici (s Metastasiem), kolem roku 1752 (National Gallery of Victoria, Melbourne)

Opera seria, někdy též dramma per musica, je operní žánr vzniklý na přelomu 17. a 18. století jako reakce na zmatená operní libreta barokní opery 17. století. Děj těchto oper byl často velmi nepravděpodobný a chaotický a obsahoval v sobě prvky komické i tragické, heroické výšiny i lacinou pouliční grotesku. Z této žánrové všehochuti se vyvinula jednak opera buffa s výhradně komickými prvky a jednak opera seria s vážnými a nadčasovými motivy.

## Charakter
Autoři opery seria se snažili dosáhnout kvalit antické, respektive francouzské klasicistní tragédie. Snažili se i o formální návrat k antickému divadlu. Zachovávali proto jednotu místa, děje i času a odstranili komické postavy. Tematika byla rovněž brána z antických dějin a mýtů. Děj se soustřeďoval zejména na vznešené ideály, střet osobních zájmů a božských úmyslů s vysoce morálním posláním.
Klasická opera seria byla zalidněna nejméně dvěma mileneckými páry, které přes četná protivenství došly k naplnění svých tužeb a nejméně jedním padouchem, kterému se dostalo zaslouženého potrestání, aby mu bylo v závěrečné scéně opery slavnostně odpuštěno. Dílo byla pak korunováno sňatkem nebo sňatky. Divák měl být po zhlédnutí opery dojat, morálně uspokojen a povznesen.
Toto dějové schéma dávalo velké možnosti skladatelovi i interpretovi. Každá jednající postava měla ihned po příchodu na jeviště svoji samostatnou a i zpravidla recitativem formálně oddělenou árii. Nosnou dramatickou kostru děje tvořily právě árie, které vedle pěveckých kvalit umožňovaly uplatnit i herecké umění interpreta. Právě opera seria vytvořila kult pěveckých hvězd a zlatý věk kastrátů (Farinelli).

## Tvorba

### Libreta
Je nepochybné, že tento styl kladl vysoké požadavky zejména na kvalitu libreta. První díla tohoto nového typu vznikala již koncem 17. století v prostředí literární akademie nazvané Arkadie a jejím prvním významným představitelem se stal spisovatel, libretista a učenec Apostolo Zeno. K dokonalosti tento žánr přivedl Pietro Metastasio, spisovatel a básník, jehož jméno se stalo symbolem celé jedné operní epochy a jehož dílo inspirovalo skladatele dobrých sto let. Jeho operní libreta přetrvala až do dob Mozartových a bývala dokonce hrána jako činohry. Naopak vysloveně činoherní spisovatel Carlo Goldoni byl rovněž autorem řady zdařilých operních libret.

### Hudba
Mezi nejvýznamnější hudební skladatele žánru opera seria patřili Alessandro Scarlatti, Leonardo Vinci, Johann Adolf Hasse, Nicola Porpora, Antonio Vivaldi, Giovanni Battista Pergolesi, Carl Heinrich Graun, Georg Friedrich Händel, Johann Adolph Hasse, Josef Mysliveček, Christoph Willibald Gluck (především ve své starší tvorbě), Luigi Cherubini a konečně i v několika svých operách (Mitridate, Lucio Silla a La clemenza di Tito) i Wolfgang Amadeus Mozart.